# She Don't Give a Fo
«She Don't Give a Fo» es una canción de los raperos argentinos Duki y Khea. El sencillo fue lanzado el 7 de noviembre de 2017 a través de Mueva Records, la canción fue producida por el productor y DJ argentino Omar Varela.

## Posicionamiento en listas

### Semanales y mensuales
| Listas (2018)                                   | Mejor posición |
| ----------------------------------------------- | -------------- |
| Argentina (CAPIF)                               | 7              |
| Argentina (Monitor Latino Canciones Nacionales) | 9              |
| España (Top 100 Canciones)                      | 39             |

## Certificaciones
| País   | Organismo certificador | Certificación | Ventas certificadas | Ref.  |
| ------ | ---------------------- | ------------- | ------------------- | ----- |
| México | AMPROFON               | Diamante      | 700 000             | [ 4 ] |
| España | PROMUSICAE             | 6× Platino    | 360 000             | [ 5 ] |